# Audrey-Insel
Die Audrey-Insel ist die südlichste der Debenham-Inseln vor der Fallières-Küste des Grahamlands auf der Antarktischen Halbinsel.
Entdeckt wurde sie von Teilnehmern der British Graham Land Expedition (1934–1937) unter der Leitung des australischen Polarforschers John Rymill. Rymill benannte sie nach Audrey Margaret Debenham (1922–1992), Tochter des Polarforschers Frank Debenham, welcher dem Beratergremium für die Forschungsreise angehörte.